# أنجيل ليست
أنجيل ليست هو موقع ويب أنشئ في 2010، يقع مقره الرئيسي في الولايات المتحدة، وهو متوفر باللغة الإنجليزية.

## وصلات خارجية
- الموقع الرسمي